# Pieter De Schepper
Pieter De Schepper (2 februari 1984) is een Belgische voormalige atleet, die gespecialiseerd was in het hordelopen. Hij werd eenmaal Belgisch kampioen.

## Biografie
In 2006 werd De Schepper Belgisch kampioen op de 400 m horden. Hij was aangesloten bij AC Meetjesland.

## Belgische kampioenschappen
| Onderdeel    | Jaar |
| ------------ | ---- |
| 400 m horden | 2006 |

## Persoonlijk record
| Onderdeel    | Prestatie | Datum           | Plaats   |
| ------------ | --------- | --------------- | -------- |
| 400 m horden | 51,52 s   | 2 augustus 2009 | Oordegem |

## Palmares
400 m horden
- 2006:  BK AC - 51,82 s
- 2008:  BK AC - 52,18 s
- 2009:  BK AC - 51,52 s